# Hyperolius brachiofasciatus
Espèce
Statut de conservation UICN

 DD  : Données insuffisantes
Hyperolius brachiofasciatus est une espèce d'amphibiens de la famille des Hyperoliidae.

## Répartition
Cette espèce est endémique du Sud-Ouest de la République centrafricaine. Elle n'est connue que de la localité type, Ngotto. 

## Publication originale
- Ahl, 1931 : Amphibia, Anura III, Polypedatidae. Das Tierreich, vol. 55, p. 477.